# Rock Haven (Signy Island)
Der Rock Haven (englisch für Felshafen) ist eine Bucht am südöstlichen Ausläufer von Signy Island im Archipel der Südlichen Orkneyinseln. Sie liegt zwischen dem Pageant Point und dem Gourlay Point und öffnet sich zur Orwell Bight. Die Bucht dient als sicherer Naturhafen für kleinere Schiffe.
Das UK Antarctic Place-Names Committee benannte sie 1974 nach einem markanten Klippenfelsen in der Einfahrt zu dieser Bucht.